# Unteroffizieranwärter
Unteroffizieranwärter (dt. militärfachsprachlich), in der deutschen Standardsprache zumeist und im Schweizer Hochdeutsch amtlich mit Fugen-s Unteroffiziersanwärter, ist ein Anwärter auf einen für Unteroffiziere vorgesehenen Dienstgrad.

## Schreibweise
Wie häufig im militärischen Sprachgebrauch der Bundeswehr (wie überhaupt häufig im Amtsdeutsch) wird der Fugenlaut („Genitiv-s“ oder „Fugen-s“) formal nicht verwendet. In der Schweizer Armee lautet die amtliche Schreibweise dagegen „Unteroffiziersanwärter“ (mit „Genitiv-s“). In der zivilen Umgangssprache im gesamten deutschen Sprachraum, ist die Nutzung des Fugen-s mittlerweile ebenso üblich wie dessen Nichtgebrauch. Laut Duden sind beide Formen zulässig.

## Bundeswehr

### Definition
Unteroffizieranwärter der Bundeswehr sind Soldaten, die einen in der Anordnung des Bundespräsidenten über die Dienstgradbezeichnungen und die Uniform der Soldaten definierten Dienstgrad der Mannschaften führen und gemäß der Soldatenlaufbahnverordnung in Verbindung mit der ZDv 20/7 einer der Laufbahnen der Fachunteroffiziere angehören. Entsprechende Marineuniformträger werden gewöhnlich als Maatanwärter bezeichnet. Reservisten in den entsprechenden Dienstgraden und Laufbahnen der Reserve werden als Reserveunteroffizier-Anwärter bezeichnet; entsprechende Marineuniformträger häufig als Reservemaat-Anwärter.
Je nach Kontext umfasst die Bezeichnung Unteroffizieranwärter auch entsprechende Marineuniformträger und Reservisten; entsprechend umfasst die Bezeichnung Maatanwärter häufig auch die Reserve-Maatanwärter.
Es handelt sich um eine laufbahnrechtliche Einstufung der Soldaten. Hinsichtlich Besoldung, Befehlsgewalt im Sinne der Vorgesetztenverordnung, der zulässigen und üblichen Dienststellungen usw. sind Unteroffizieranwärter den entsprechenden Mannschaftsdienstgraden (der entsprechenden Wehrdienstverhältnisse) gleichgestellt.

### Ausbildung und Dienstgradabfolge
Unteroffizieranwärter müssen vor Ernennung in einen der Dienstgrade der Unteroffiziere ohne Portepee eine Unteroffizierprüfung ablegen, die sich aus einem allgemeinmilitärischen und einem militärfachlichen Teil zusammensetzt (Fachunteroffizierprüfung). Die mehrmonatige militärfachliche Ausbildung muss in Form von Lehrgängen durchgeführt werden. Der militärfachliche Teil der Fachunteroffizierprüfung kann durch einen verwertbaren Berufsabschluss ersetzt werden.
Während ihrer Ausbildung durchlaufen die Unteroffizieranwärter nacheinander die Mannschaftsdienstgrade in den für alle Mannschaften üblichen Fristen und regelmäßig in der in der Soldatenlaufbahnverordnung vorgesehenen Dienstgradreihenfolge niedrigster Dienstgrad-Gefreiter-Obergefreiter. Die Beförderung zum Unteroffizier oder Maat erfolgt dann in der Regel nach der Fachunteroffizierprüfung und einer Dienstzeit von zwölf Monaten.
Ausbildung im Heer
Die Ausbildung der Unteroffizier- und Feldwebelanwärter wird nach Vorbild der zentralisierten Ausbildung der Offizieranwärter seit Januar 2014 in drei Feldwebelanwärter-/Unteroffizieranwärterbataillonen durchgeführt:
- Feldwebel-/Unteroffizieranwärterbataillon 1, Sondershausen
- Feldwebel-/Unteroffizieranwärterbataillon 2, Celle
- Feldwebel-/Unteroffizieranwärterbataillon 3, Altenstadt und Füssen

Im Vordergrund steht dort das Erlernen grundlegender militärischer Fertigkeiten und die truppengattungsunabhängige Ausbildung zum Vorgesetzten, Gruppenführer und Ausbilder. Daneben findet meist in der künftigen Stammeinheit der Unteroffizieranwärter, teils auch in weiteren Lehrgängen in Ausbildungseinheiten oder Truppenschulen, die truppengattungsspezifische Fachausbildung statt, wie sie auch andere Mannschaften erhalten, um einen Dienstposten der Truppengattung (vgl. Dienststellungen für Mannschaften) ausfüllen zu können.

### Dienstgradbezeichnungen und Zusätze
Unteroffizieranwärter tragen die gewöhnlichen Mannschaftsdienstgrade. Im Schriftverkehr führen sie hinter ihrer Dienstgradbezeichnung die Zusätze „(Unteroffizieranwärterin)“, „(Unteroffizieranwärter)“ oder kurz „(UA)“ bzw. „(Reserveunteroffizier-Anwärterin)“, „(Reserveunteroffizier-Anwärter)“ oder kurz „(RUA)“. Entsprechend sind für Marineuniformträger folgende Zusätze üblich: „(Maatanwärterin)“, „(Maatanwärter)“ oder kurz „(MA)“ bzw. „(Reservemaat-Anwärterin)“, „(Reservemaat-Anwärter)“ oder kurz „(RMA)“.
Abweichend von den Bestimmungen der Soldatenlaufbahnverordnung werden bei den Kurzbezeichnungen in der Praxis die Klammern häufig weggelassen.

### Dienstgradabzeichen
Unteroffizieranwärter tragen im Grunde dieselben Dienstgradabzeichen wie alle anderen Mannschaften. Ein waagerechter Balken auf allen Schulterklappen, Aufschiebeschlaufen und bei allen Ärmelabzeichen in derselben Farbe und Ausführung wie die Dienstgradabzeichen kennzeichnet ihre Laufbahnzugehörigkeit. Soldaten im niedrigsten Dienstgrad tragen entsprechende Querbalken gegebenenfalls auf sonst leeren Schulterklappen, Aufschiebeschlaufen oder Ärmeln.
Unteroffizieranwärter mit bestandenem Lehrgang (UA mbL) tragen auf allen Schulterklappen und Aufschiebeschlaufen für Luftwaffen- und Heeresuniformträger Schlaufen aus 8 mm breiter hellaltgoldener Metallgespinsttresse. Die Schlaufe entspricht in Farbe und Form der Tresse zur Umrandung der Schulterklappen des Dienstanzugs der Unteroffiziere in Luftwaffen- und Heeresuniform.

Schulterklappe für Flieger UA (Heeresuniformträger Heeresfliegertruppe)
Aufschiebeschlaufe für Flieger UA (Luftwaffenuniformträger)
Schulterklappe für Obergefreiter UA (Luftwaffenuniformträger)
Aufschiebeschlaufe für Stabsgefreiter UA mbL (Heeresuniformträger Infanterie)

## Schweizer Armee
In der Schweizer Armee ist der Unteroffiziersanwärter ein Laufbahnabschnitt für Grade der Mannschaften. In der Regel können Obergefreite (Abkürzung: Obgfr; französisch: appointé-chef, italienisch: appuntato capo) als Gruppenführerstellvertreter oder Unteroffiziersanwärter während des Praktikums eingesetzt werden.